# Telecí
Telecí (deutsch Teletz) ist eine Gemeinde in Tschechien. Sie liegt sieben Kilometer südwestlich von Polička und gehört zum Okres Svitavy.

## Geographie

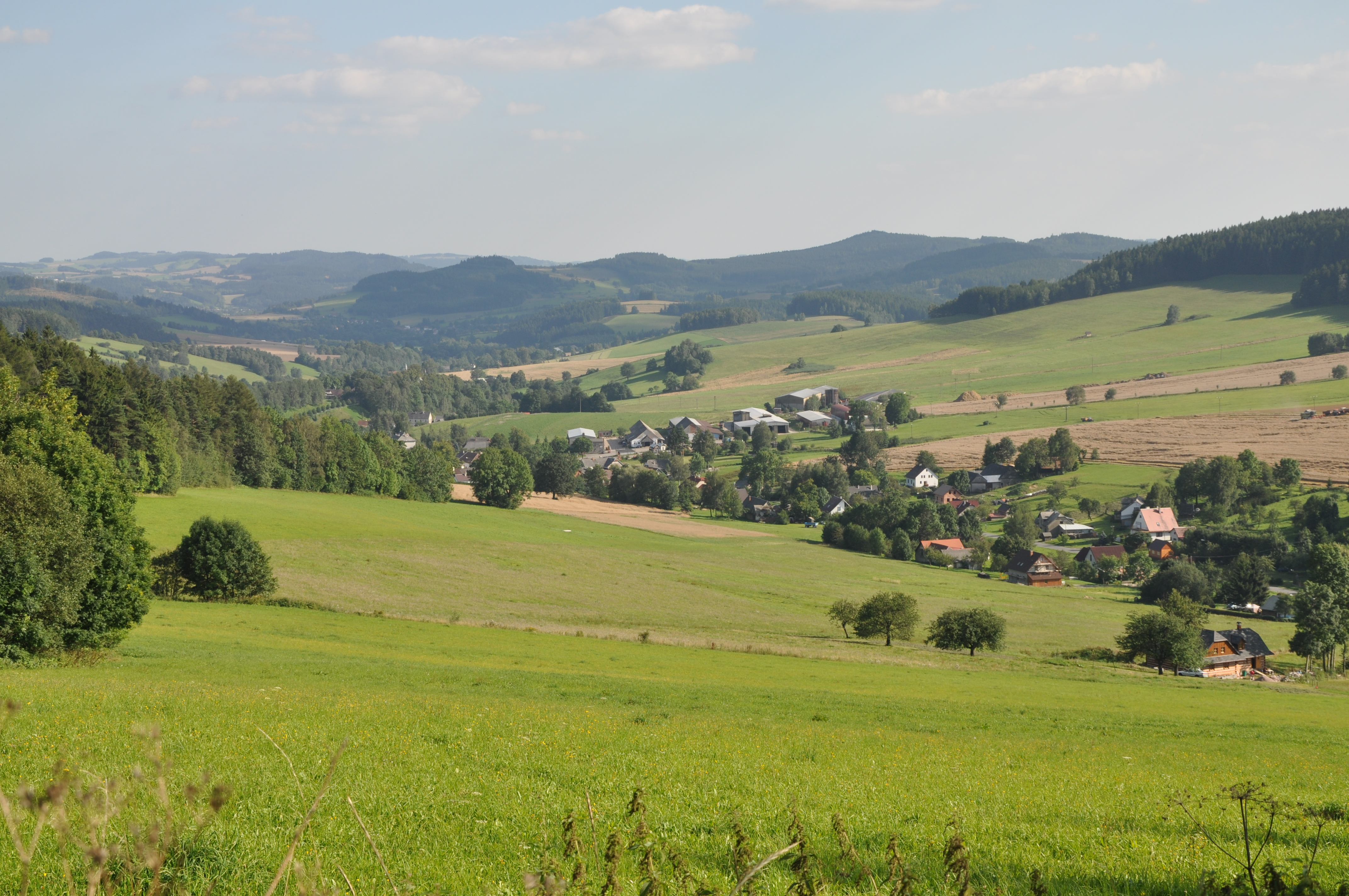
Telecí

Telecí befindet sich im Südosten der Žďárské vrchy (Saarer Berge). Das Dorf erstreckt sich über sechs Kilometer entlang des Baches Telecký potok von dessen Quelle bis zur Mündung in die Svratka. Die zu Böhmen gehörige Ansiedlung liegt unmittelbar nördlich der durch den Lauf der Svratka gebildeten historischen Landesgrenze zu Mähren. Nördlich erhebt sich der Lucký vrch (Lutzberg, 739 m), im Süden der Strom (Stromberg, 771 m) und nordwestlich der Landrátský kopec (Landratberg, 743 m). Die Gemeinde liegt im Landschaftsschutzgebiet Žďárské vrchy. Durch den Ort führt die Staatsstraße II/357 zwischen Borová und Jimramov.
Nachbarorte sind Dědek, Borová, Přibylov und Oldřiš im Norden, Sádek im Osten, Korouhev, Maksičky und Kateřinky im Südosten, Lačnov, Borovnice und Kutiny im Süden, Spělkov, Krásné und Mrhov im Südwesten, Maděra, Světy und Březiny im Westen sowie Pustá Rybná, Landráty, Kobylí und Betlém im Nordwesten.

## Geschichte
Nach der Gründung der Königsstadt Polička durch Přemysl Ottokar II. im Jahre 1265 begann die Kolonisation des Urwaldes im Grenzgebiet zu Mähren durch deutsche Siedler. Wahrscheinlich wurde Telecí bereits im 13. Jahrhundert angelegt. Die erste schriftliche Erwähnung von Teleczie stammt aus dem Jahre 1403. Zu dieser Zeit bestand bereits die Kirche, zu der ein großer Pfarrsprengel gehörte. In den Hussitenkriegen erlosch das katholische Bistum Litomyšl. Die Bewohner waren utraquistisch geworden und schlossen sich der Böhmischen Brüderbewegung an, deren Zentrum und Bischofssitz in Litomyšl war. Nach der Schlacht am Weißen Berg setzte die Rekatholisierung ein und viele der Brüder flohen in die Berge der Vysočina. Die wüsten Grundstücke wurden nach dem Kriege wieder besiedelt, dabei entstanden zahlreiche Vierseithöfe. Innerhalb der abgeschlossenen Höfe konnten sie auch unbemerkt ihren protestantischen Glauben weiter ausüben. Nach dem Josephinischen Toleranzpatent von 1781 traten die meisten der Einwohner von Teleczy zum Protestantismus über und errichteten eine evangelische Kirche. Zusammen mit weiteren Poličkaer Dörfern war auch Telecy der Herrschaft Bistrau mit einem Hühnerzins und Forstgetreide zinsbar.
Nach der Aufhebung der Patrimonialherrschaften bildete Teleczi mit den Ortsteilen Landrat und Mrhov 1850 eine Gemeinde im politischen Bezirk Polička. 1961 kam der Ort zum Okres Svitavy, zugleich wurde Mrhov nach Krásné umgemeindet. Im Jahre 2002 wurde Telecí beim europäischen Wettbewerb Entente Florale Europe mit einer Silbermedaille ausgezeichnet. Seit 2003 führt die Gemeinde ein Wappen und Banner.

## Gemeindegliederung
Für die Gemeinde Telecí sind keine Ortsteile ausgewiesen. Zu Telecí gehören die Ansiedlungen Maděra (Madiera), Landráty (Landrat), Lucký vrch und Nové Telecí (Neu Teletz).

## Sehenswürdigkeiten
- Die im 14. Jahrhundert errichtete katholische Kirche St. Maria Magdalena bildet zusammen mit ihrem wehrhaften freistehenden Glockenturm den Mittelpunkt des kreisförmig angelegten Friedhofes.
- Lukas-Linde (Lukasova lípa), auch Singende Linde (zpívající lípa), der etwa 700-jährige hohle Baum gilt als eine der ältesten Linden Tschechiens. Die Sommerlinde ist 22 m hoch und hat einen Stammumfang von 11,3 m. Ihren Beinamen erhielt sie durch die Legende, dass in ihrem Stamm der alte Jiroušek verbotene Psalmen abgeschrieben und dabei gesungen haben soll. Die Legende wurde durch Miloslav Bureš, Alois Jirásek, Teréza Nováková, Josef Orebský und Adolf Wenig veröffentlicht.
- 500-jährige Pajker-Eiche (Pajkrův dub) am Pajker-Gut
- Evangelische Kirche mit Friedhof
- historische Höfe, darunter der Poličský dvorec, und gezimmerte Chaluppen mit hölzernen Ziergiebeln
- Gezimmertes Stadel mit neuneckigem Grundriss und Schindelbedachung